# ラウラ・キーエツ
ラウラ・キーエツ (Laura Keates、1988年8月5日 - ) は、イングランドの女子ラグビーユニオン選手。

## プロフィール
- バーレーン・アワリ出身[1]。
- ポジションはフランカー(FL)。
- 身長 170cm、体重 85kg
- 女子イングランド代表キャップは62（2022年11月現在）。

## 略歴
2014年、女子ラグビーワールドカップ2014の女子イングランド代表に選ばれて、レッド・ローズ5大会ぶりの優勝に貢献。
そして2022年、ラグビーワールドカップ2021の女子イングランド代表に選ばれて、レッド・ローズ2大会連続準優勝に貢献。